# Hans Hach Verdugo
Hans Hach Verdugo (Culiacán, 11 novembre 1989) è un tennista messicano.
Specialista del doppio, ha vinto un torneo del circuito maggiore in coppia con John Isner al Los Cabos Open 2021, diversi altri nell'ATP Challenger Tour e ha raggiunto il 60º posto nel ranking ATP nel luglio 2022. Ha esordito nella squadra messicana di Coppa Davis nel 2016.

## Carriera
Fa le sue prime apparizioni tra i professionisti nel 2007 e inizia a giocare con continuità nel 2013. Nel febbraio dell'anno successivo vince il primo titolo in doppio nel circuito ITF e nel marzo 2015 conquista il suo unico titolo in singolare all'ITF Nicaragua F1 battendo in finale il colombiano Juan Sebastián Gómez. Esordisce nella squadra messicana di Coppa Davis nel 2016. Dopo aver vinto 19 titoli in doppio nel circuito ITF e aver perso 4 finali nell'ATP Challenger Tour, nel settembre 2018 vince il primo titolo Challenger a Tiburon in coppia con Luke Saville.
Debutta nel circuito maggiore nel 2016 e quello stesso anno fa anche il suo esordio in Coppa Davis, viene schierato solo in singolare con un bilancio di una vittoria e una sconfitta nella sfida contro il Guatemala vinta per 3-2. Nel luglio 2021 raggiunge con Jamie Cerretani la semifinale al prestigioso Hamburg European Open. La settimana successiva trionfa al Los Cabos Open in coppia con John Isner battendo in finale Hunter Reese / Sem Verbeek. Vince il primo incontro in una prova del Grande Slam a Wimbledon 2022 e porta il best ranking alla 60ª posizione. A fine ottobre esce dalla top 100 e per alcuni mesi resta a cavallo della 100ª posizione. Riprende a scendere nel ranking dopo il titolo vinto al Challenger di Cleveland nel febbraio 2023 e un anno dopo esce anche dalla top 200.
Risale la classifica nel 2024 raggiungendo tre finali Challenger e vince quelle di  Tyler e Columbus. Nel 2025 si mantiene nella top 200 con il secondo turno raggiunto all'ATP 500 di Acapulco e la finale raggiunta a luglio al Challenger 125 di Newport.

## Statistiche
Aggiornate al 28 luglio 2025.

### Doppio

#### Vittorie (1)
| Legenda doppio            |
| Grande Slam (0)           |
| ATP World Tour Finals (0) |
| ATP Masters 1000 (0)      |
| ATP World Tour 500 (0)    |
| ATP World Tour 250 (1)    |

| N. | Data           | Torneo                         | Superficie | Compagno   | Avversari in Finale      | Punteggio        |
| 1. | 23 luglio 2021 | Los Cabos Open, Cabo San Lucas | Cemento    | John Isner | Hunter Reese Sem Verbeek | 5-7, 6-2, [10-4] |

### Tornei Challenger

#### Doppio

##### Vittorie (10)
| N.  | Data              | Torneo                                 | Superficie  | Compagno                  | Avversari in finale                    | Punteggio           |
| 1.  | 29 settembre 2018 | Tiburon Challenger, Tiburon            | Cemento     | Luke Saville              | Gerard Granollers Pujol Pedro Martínez | 6-3, 6-2            |
| 2.  | 9 novembre 2019   | Knoxville Challenger, Knoxville        | Cemento (i) | Adrián Menéndez Maceiras  | Bradley Klahn Sem Verbeek              | 7-6(6), 4-6, [10-5] |
| 3.  | 11 gennaio 2020   | Ann Arbor Challenger, Ann Arbor        | Cemento     | Robert Galloway           | Nicolás Barrientos Alejandro Gómez     | 4-6, 6-4, [10-8]    |
| 4.  | 28 agosto 2021    | Polish Cup, Varsavia                   | Terra rossa | Miguel Ángel Reyes Varela | Vladyslav Manafov Piotr Matuszewski    | 6-4, 6-4            |
| 5.  | 12 marzo 2022     | Monterrey Challenger, Monterrey        | Cemento     | Austin Krajicek           | Robert Galloway John-Patrick Smith     | 6-0, 6-3            |
| 6.  | 23 luglio 2022    | Indy Challenger, Indianapolis          | Cemento (i) | Hunter Reese              | Purav Raja Divij Sharan                | 7-6(3), 3-6, [10-7] |
| 7.  | 19 novembre 2022  | Champaign-Urbana Challenger, Champaign | Cemento (i) | Robert Galloway           | Ezekiel Clark Alfredo Perez            | 3-6, 6-3, [10-5]    |
| 8.  | 4 febbraio 2023   | Cleveland Open, Cleveland              | Cemento (i) | Robert Galloway           | Ruben Gonzales Reese Stalder           | 3-6, 7-5, [10-6]    |
| 9.  | 8 giugno 2024     | Tyler Championships, Tyler             | Cemento     | James Trotter             | Andrés Andrade Abedallah Shelbayh      | 7-6(3), 6-4         |
| 10. | 21 settembre 2024 | Columbus Challenger, Columbus          | Cemento     | James Trotter             | Christian Harrison Ethan Quinn         | 6-4, 6(6)-7, [11-9] |

##### Sconfitte in finale (16)
| N.  | Data              | Torneo                                              | Superficie  | Compagno                    | Avversari in finale               | Punteggio              |
| 1.  | 7 febbraio 2015   | Challenger of Dallas, Dallas                        | Cemento (i) | Luis Patiño                 | Denys Molčanov Andrej Rublëv      | 4-6, 6(5)-7            |
| 2.  | 15 aprile 2017    | San Luis Potosí Challenger, San Luis Potosí         | Terra rossa | Adrián Menéndez Maceiras    | Roberto Quiroz Caio Zampieri      | 4-6, 2-6               |
| 3.  | 22 luglio 2017    | Challenger de Gatineau, Gatineau                    | Cemento     | Vincent Millot              | Bradley Klahn Jackson Withrow     | 2-6, 3-6               |
| 4.  | 21 ottobre 2017   | Las Vegas Tennis Open, Las Vegas                    | Cemento     | Dennis Novikov              | Brydan Klein Joe Salisbury        | 3-6, 6-4, [3-10]       |
| 5.  | 16 novembre 2018  | JSM Challenger, Champaign                           | Cemento (i) | Luis David Martínez         | Matt Reid John-Patrick Smith      | 4-6, 6-4, [8-10]       |
| 6.  | 23 marzo 2019     | International Challenger Zhangjiagang, Zhangjiagang | Cemento     | Sriram Balaji               | Max Purcell Luke Saville          | 2-6, 6(5)-7            |
| 7.  | 15 giugno 2019    | Columbus Challenger, Columbus                       | Cemento (i) | Donald Young                | Roberto Maytín Jackson Withrow    | 7-6(4), 6(2)-7, [5-10] |
| 8.  | 26 settembre 2020 | Sibiu Open, Sibiu                                   | Terra rossa | Robert Galloway             | Hunter Reese Jan Zieliński        | 4-6, 2-6               |
| 9.  | 11 settembre 2021 | Cassis Open Provence, Cassis                        | Cemento     | Miguel Ángel Reyes Varela   | Sriram Balaji Ramkumar Ramanathan | 4-6, 6-3, [6-10]       |
| 10. | 16 ottobre 2021   | Santiago Challenger III Santiago del Cile           | Terra rossa | Miguel Ángel Reyes Varela   | Evan King Max Schnur              | 6-3, 6(3)-7, [14-16]   |
| 11. | 13 novembre 2021  | Knoxville Challenger, Knoxville                     | Cemento (i) | Miguel Ángel Reyes Varela   | Malek Jaziri Blaž Rola            | 6-3, 3-6, [5-10]       |
| 12. | 27 novembre 2021  | Puerto Vallarta Open, Puerto Vallarta               | Cemento     | Miguel Ángel Reyes Varela   | Gijs Brouwer Reese Stalder        | 4-6, 4-6               |
| 13. | 6 gennaio 2023    | Nonthaburi Challenger I, Nonthaburi                 | Cemento     | Robert Galloway             | Marek Gengel Adam Pavlásek        | 6(4)-7, 4-6            |
| 14. | 23 settembre 2023 | Columbus Challenger, Columbus                       | Cemento (i) | Guido Andreozzi             | Robert Cash James Trotter         | 4-6, 6-2, [7-10]       |
| 15. | 1 giugno 2024     | Little Rock Challenger, Little Rock                 | Cemento     | Rithvik Choudary Bollipalli | Liam Draxl Benjamin Sigouin       | 4-6, 6-3, [7-10]       |
| 16. | 14 luglio 2025    | Hall of Fame Open, Newport                          | Erba        | Cristian Rodríguez          | James Tracy Robert Cash           | 6(3)-7, 3-6            |